# リッフェルホルン
リッフェルホルン（Riffelhorn）は、スイス連邦ヴァレー州にある標高2,927 mの岩山である。ツェルマットの南、ゴルナー氷河右岸のゴルナーグラート上に位置する。麓にリッフェル湖がある。蛇紋岩から成り、頂上付近は磁気を帯びる。ゴルナーグラート鉄道ローテンボーデン駅が近い。

## ギャラリー

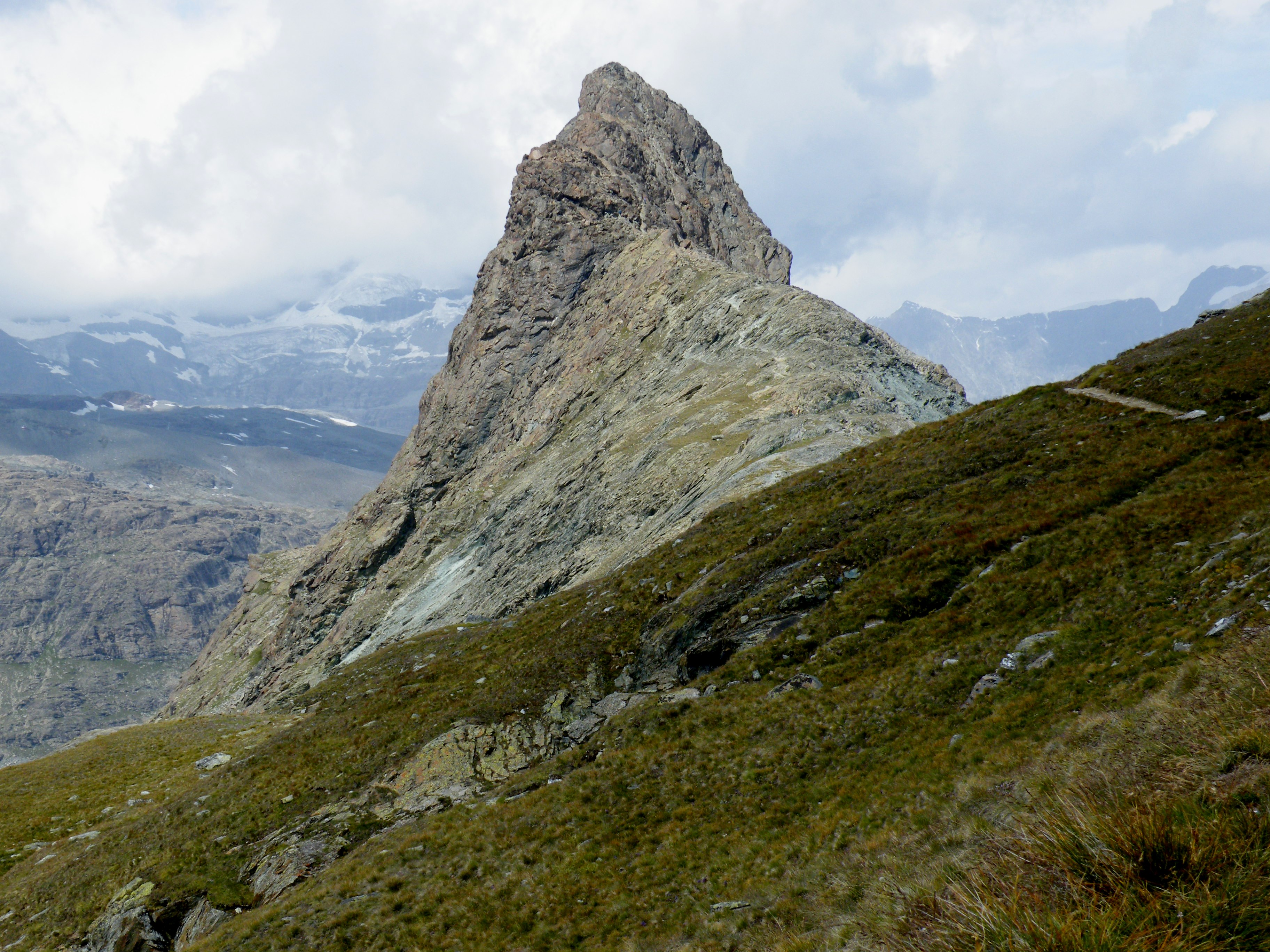
東から見たリッフェルホルン
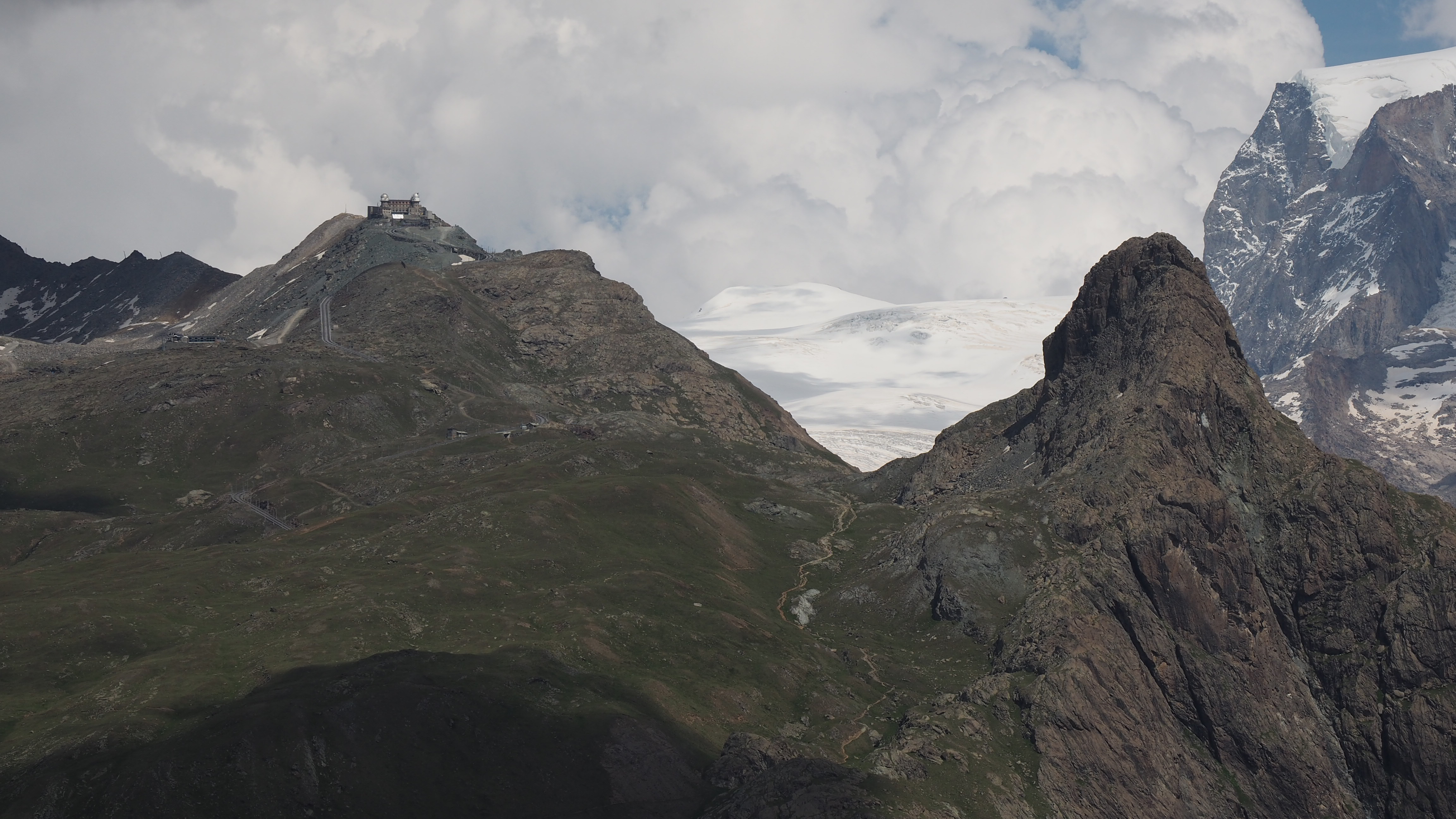
西から見たゴルナーグラート。右側にリッフェルホルン、左奥にクルムホテル。